# Sühnekapelle St. Bernhard (Pülfringen)

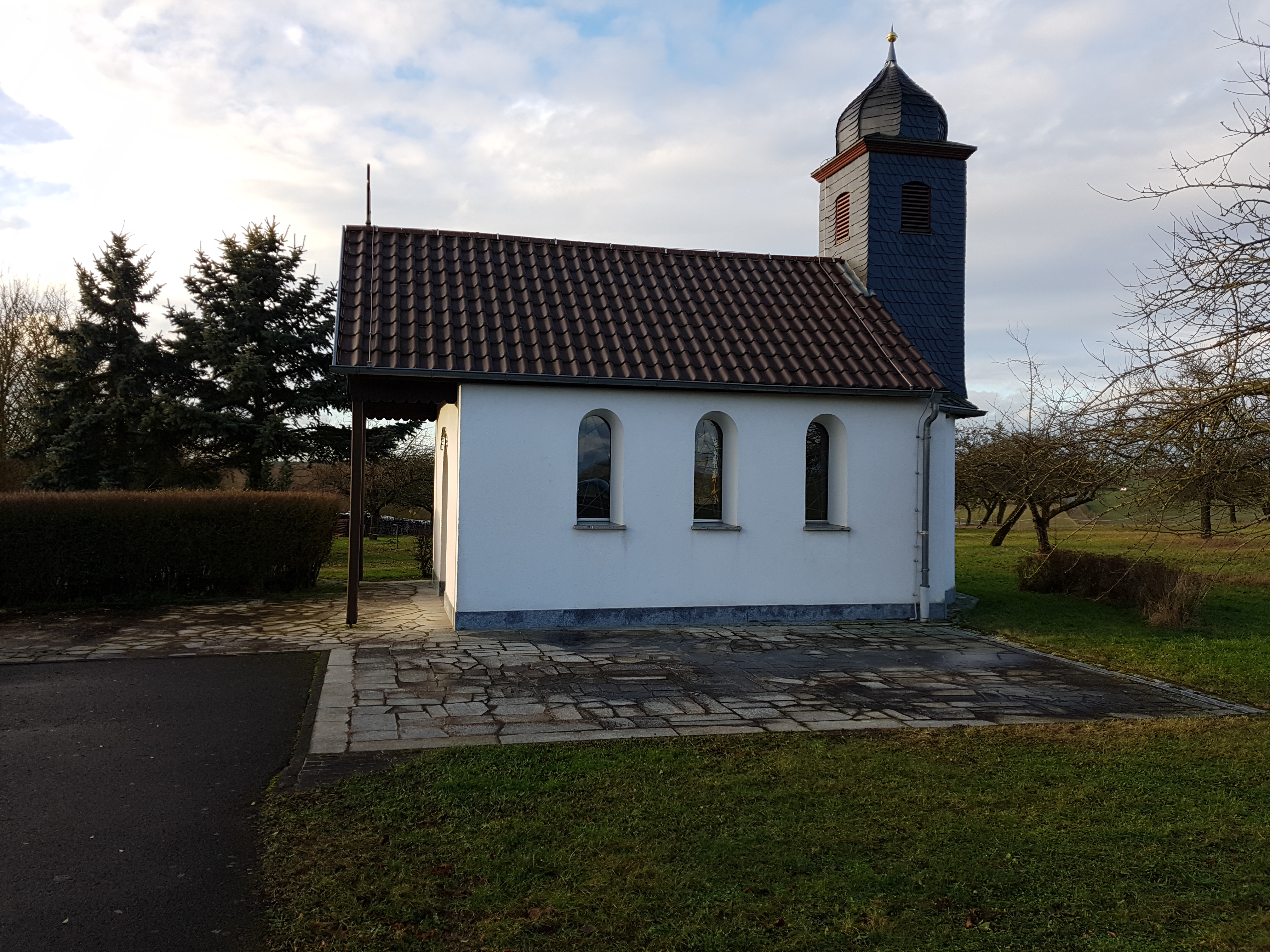
Sühnekapelle St. Bernhard in Pülfringen

Die römisch-katholische Sühnekapelle St. Bernhard befindet sich in Pülfringen, einem Ortsteil von Königheim im Main-Tauber-Kreis in Baden-Württemberg. Die Kapelle liegt im Bereich der Seelsorgeeinheit Königheim, die dem Dekanat Tauberbischofsheim des Erzbistums Freiburg zugeordnet ist.

## Geschichte
Die Kapelle wurde 1958 zu Ehren des seligen Bernhard II. von Baden an der K 2834 von Pülfringen in Richtung Brehmen erbaut. Im Jahre 1997 fand eine Renovierung der Kapelle statt.

## Denkmalschutz
Die Kapelle steht unter Denkmalschutz.